# 広視野赤外線探査機
広視野赤外線探査機（WISE：Wide-field Infrared Survey Explorer）、通称ワイズは、2009年12月14日に打ち上げられた、アメリカ航空宇宙局の予算で開発された赤外線天文衛星である。口径40cmの赤外線望遠鏡を備え、3 - 25µmの波長で全天を10か月以上観測する。IRAS、COBE等、以前の同様の機器よりも少なくとも1000倍の感度を持つように設計されている。
2011年2月17日に運用は終了したが、2013年8月に運用再開が承認され、2013年10月に運用を再開した。
2021年6月、NEOWISE (Near-Earth Object Wide-field Infrared Survey Explorer)として、2023年6月まで運用すると発表された。2024年8月8日に運用停止となり、同年11月2日（協定世界時）に大気圏に再突入し、焼失した。
地球近傍天体観測での後継機NEO Surveyor (Near-Earth Object Surveyor)は、2026年打ち上げ予定である。
WISEの後継機としては、2021年12月に打上げられるジェイムズ・ウェッブ宇宙望遠鏡や2025の打上げが計画中のナンシー・グレース・ローマン宇宙望遠鏡が相当する。

## 概要
このミッションが終了すると、正確性を増すために軌道上の8つの地点から撮影された、全天の99%以上をカバーする画像が得られる。衛星は地球からの高度525kmの太陽同期軌道をほぼ円を描いて周回し、10か月のミッションで11秒ごとに150万枚の画像を撮影する。それぞれの写真は47分の範囲をカバーし、各エリアは10回ずつスキャンされる。出来上がった画像ライブラリーには、太陽系、銀河系やもっと遠い宇宙の領域が含まれる。他に、WISEでは小惑星、褐色矮星、赤外線銀河等の観測が行われる。
この衛星の製造は、ボール・エアロスペース&テクノロジーズ（宇宙船）、DRS technologiesとロックウェル・インターナショナル（焦点面）、ロッキード・マーティン（低温保持装置）、Space Dynamics Laboratory（実験装置、試験装置）等でそれぞれ行われ、ジェット推進研究所がそれらを取りまとめた。
また、WISEは1999年3月に軌道投入直後に冷却用の固体水素を失って観測運用に失敗した広域赤外線観測衛星WIREの代替の役割も担った。
2010年10月に冷却用の固体水素が蒸発した時点で運用予算もなくなったが、4か月間の短期運用予算を確保し、冷却材なしでも実施可能な赤外線観測を行うNEOWISE(Near-Earth Objects WISE)として2011年2月1日まで観測を行った。WISEは2011年2月17日に送信機が停止されて運用が終了したが、2013年8月にNASAは休眠状態にあったWISEを再起動し、地球近傍(NEO)の小惑星を探査する新たなミッションを与えることを承認した。10月3日に衛星との交信が再開されて装置の冷却が開始された。2014年初めから観測を再開し、2017年まで観測が行われる予定。。WISEは、2010年10月までに33,500個以上の新しい小惑星と19個の彗星を発見し、太陽系内の154,000個以上の対象物を観測した。

## 衛星

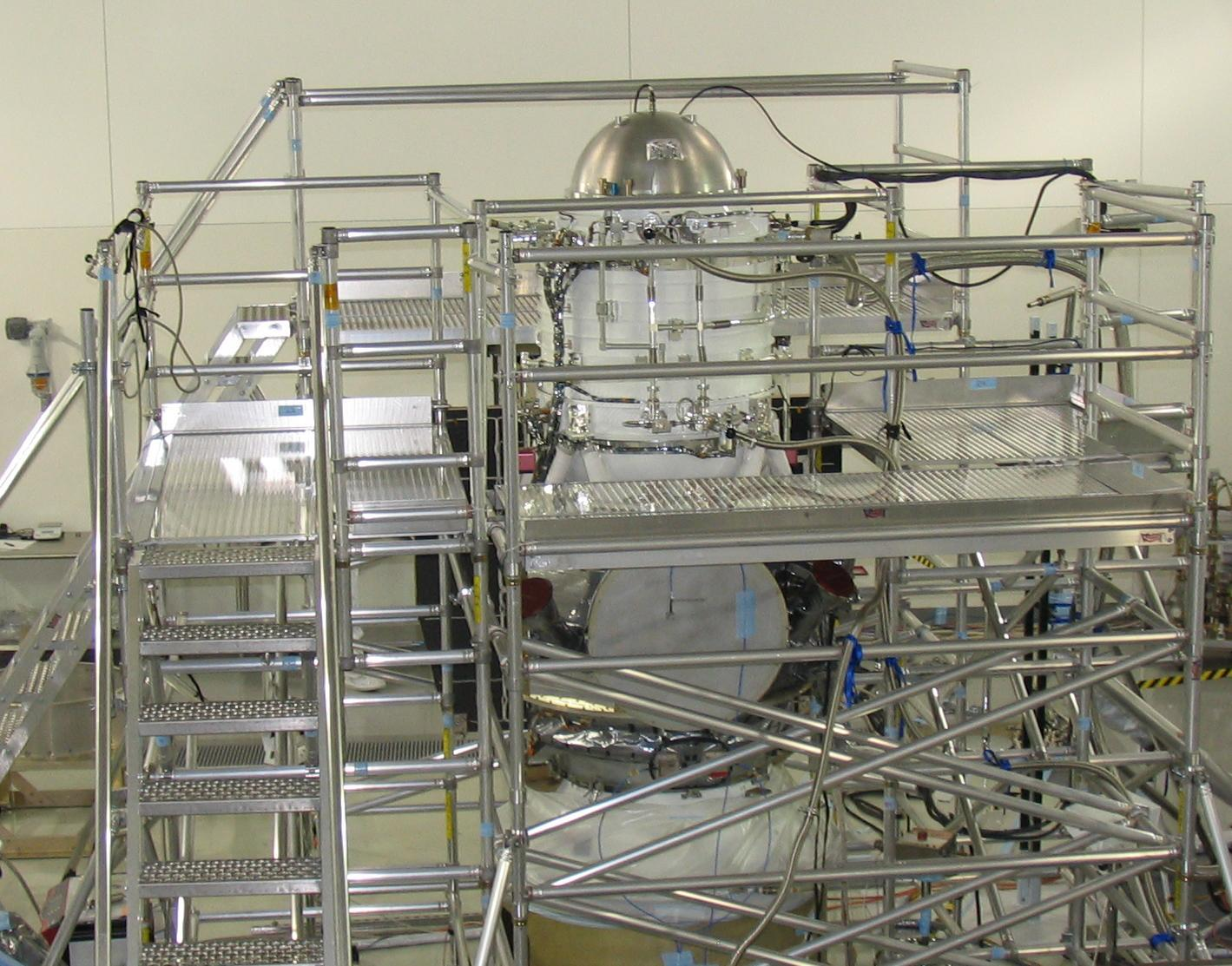
水素冷媒の冷却装置

WISEは、コロラド州ボールダーのBall Aerospace & Technologies Corpで、Ball Aerospace  RS-300バス、特に2007年3月9日に打上げられたOrbital Express衛星に用いられたNEXTSatを改良して開発された。質量は推定560kgである。3軸安定衛星で、固定型の太陽電池パネルを備えている。データ中継衛星TDRSを介して地上に情報を送るため、高利得アンテナを用いている。

## ミッション
WISEは、赤外線帯の4つの波長で超高感度の掃天観測を行っている。検出器の感度は、3.3、4.7、12、23µmで、それぞれ120、160、650、2600µJyである。これは、1983年に行われたIRASの12、23µmの感度の1000倍、1990年のCOBEの3.3、4.7µmの感度の50万倍である。
- バンド1 - 3.4 µm - 恒星や銀河を広く検出
- バンド2 - 4.6 µm - 褐色矮星等の内部の熱源による熱放射を検出
- バンド3 - 12 µm - 小惑星からの熱放射を検出
- バンド4 - 22 µm - 星形成領域の塵を検出

ミッションは10か月続き、1か月は点検、6か月は全天観測、さらに3か月は冷却剤が尽きるまで追加の観測を行う。
2007年11月8日、アメリカ合衆国下院科学技術委員会の宇宙航空学部会は、アメリカ航空宇宙局の地球近傍天体探査プログラムの状況についてヒアリングを行れ、NASA当局よりWISEを使用する可能性が提案された。
NASA当局は委員に対して、NASAはWISEを科学的な観測の他に地球近傍天体からの防衛にも用いることを計画していると説明した。WISEは1年間のミッションで、地球近傍天体の約2%にあたる400個を検出することができるとされた。
WISEは、温度が低すぎるエッジワース・カイパーベルトの天体は検出することはできないが、内部に熱源を持つものは検出することができる。太陽の重力圏内にいる場合、海王星程度の大きさの天体は700天文単位から、木星程度の大きさの天体は1光年から検出することができる。2-3木星質量程度の小さな褐色矮星は、2-3パーセクの距離から見ることができる。
2010年10月4日、スピッツァーと同じようにWISEも、冷却材が尽きた後のウォーム・ミッションが行われる事が発表された。

### 太陽系小天体
WISEは30万個程度の小惑星を検出できるはずであり、そのうちの約10万個は新たに発見されるものになると考えられる。また、地球近傍天体は約700個を検出しそのうち300個は新しく発見するものになると見られている。この衛星は1日当たり1000個弱の新しいメインベルト小惑星、1-3個の地球近傍天体を発見している。地球近傍天体の光度は、ジョンソンのUBVシステムのピークが21-22である。
また、WISEは彗星をいくつか発見している。そのうちの1つは周期彗星である。一覧はWISE彗星を参照。

## マイルストーン
WISE計画は、カリフォルニア大学ロサンゼルス校のエドワード・ライトに率いられている。ライトの努力によって長い歴史を持ち、1999年にNext Generation Sky Survey（NGSS）と呼ばれるNASAの一連の中型探査機計画（MIDEX）の一環としてNASAの負担により開発された。1999年からの計画の歴史は、要約すると以下のようになる。

### 打ち上げまで
- 1999年1月 - NGSSは、フェーズAに進んだ5つのミッションの中の1つに選ばれた。そのうち1つが2003年に、もう1つが2004年に立ち上がった。ミッションの予算は当時1億3900万ドルと推定された。
- 1999年3月 - WIRE赤外線宇宙望遠鏡が軌道への投入に失敗した。
- 1999年10月 - MIDEXの受賞者が表彰された。NGSSは選に漏れた。
- 2001年10月 - NGSSの提案がNASAのMIDEXのミッションとして再認可された。
- 2002年4月 - NGSSの提案が、MIDEXのための事前研究を行なう4つのプログラムの1つに選ばれた。
- 2002年12月 - NGSSはWide-field Infrared Survey Explorer (WISE)に改名した。
- 2003年3月 - NASAは、WISEが次の段階の研究に進み、2004年にミッションとするか否かの決定がなされると発表した。
- 2003年4月 - WISE衛星開発の受注先がBall Aerospaceに決定した。
- 2004年4月 - WISEがNASAの次のMIDEXミッションに決定した。WISEの費用はこの時点で2億800万ドルと見積もられた。
- 2004年11月 - NASAはWISE用の望遠鏡の受注先にSpace Dynamics Laboratoryとユタ大学を選定した。
- 2006年10月 - NASAによるWISEの開発が承認された。この時点での費用は3億ドルと推定された。

### 打ち上げ後
- 2009年12月14日 - カリフォルニア州のバンデンバーグ空軍基地からの打上げが成功した。
- 2009年12月29日 - WISEのカバーを外すことに成功した。
- 2010年1月6日 - WISEのファーストライトの画像が公開された。
- 2010年1月14日 - 4つの波長を使った観測が開始された。
- 2010年10月4日 - 冷却用の固体水素が全て蒸発し、一次ミッションを終了。
- 2011年2月1日 - NEOWISEの観測を終了。
- 2011年2月17日 - 送信機を停止し、運用を終了。
- 2013年10月3日 - 衛星との交信を再開し、観測再開に備えて冷却を開始。

## ギャラリー

### WISEによる全天撮影

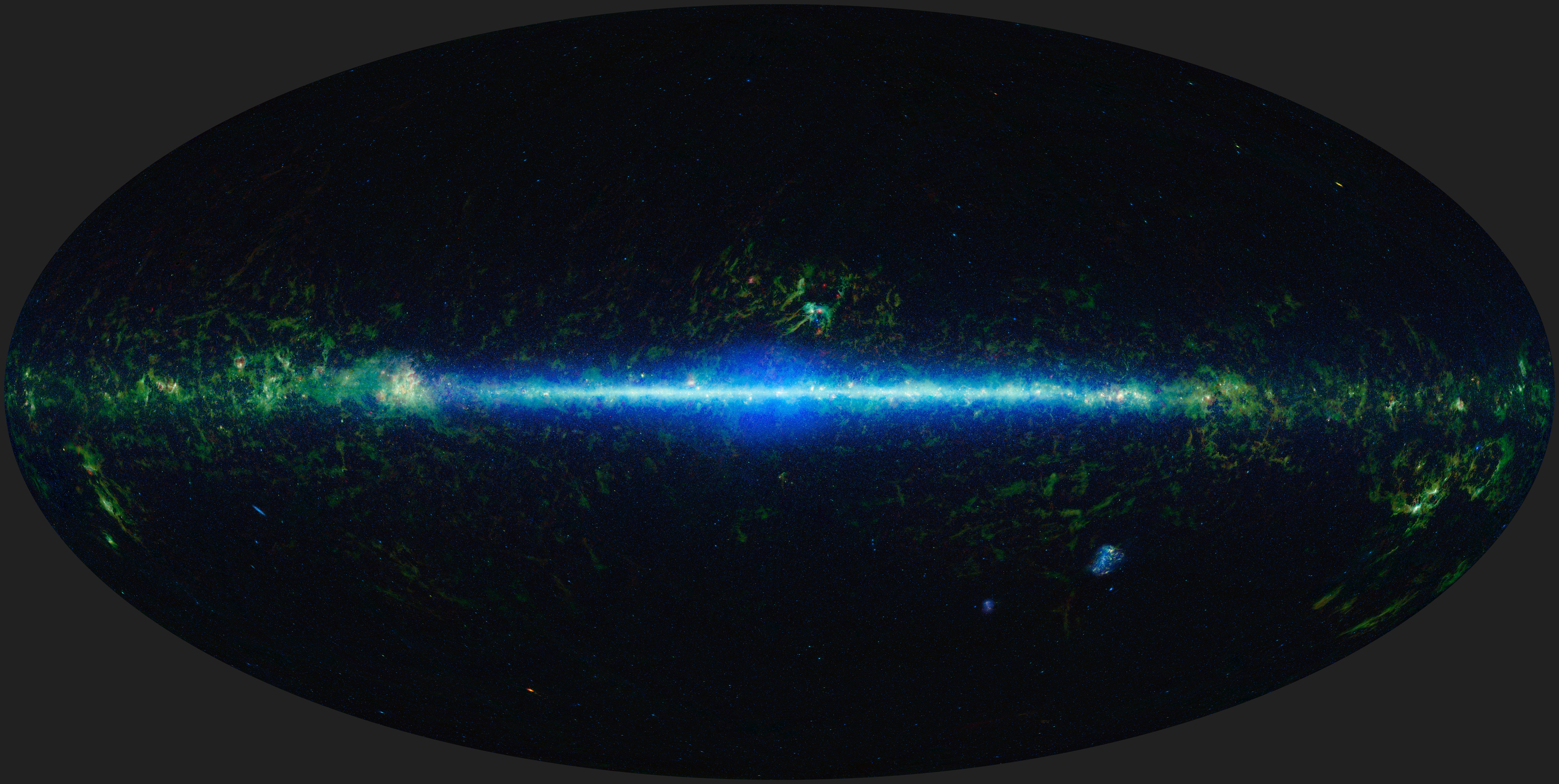
赤外線による全天撮影

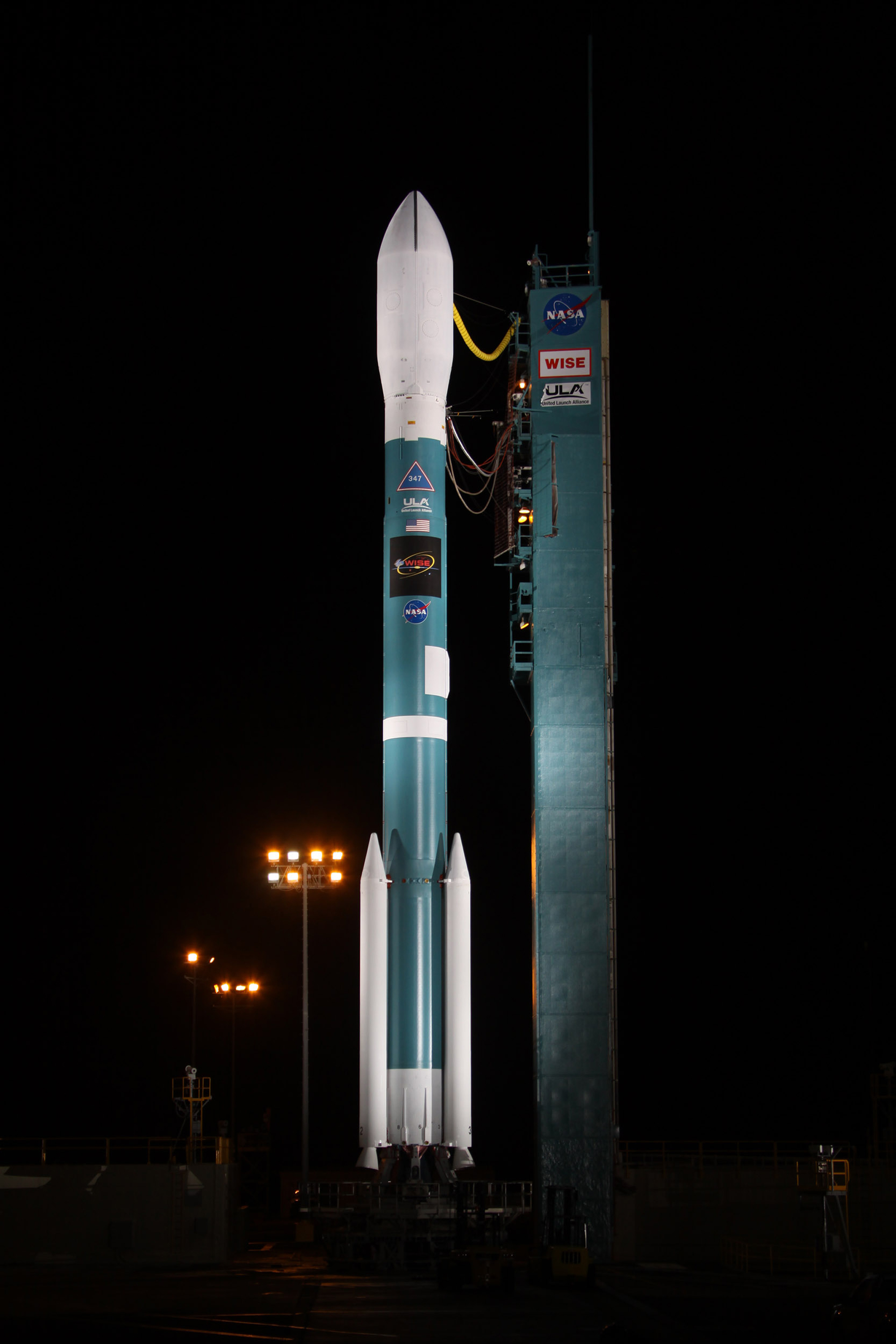
WISE打上げ前のデルタIIロケット
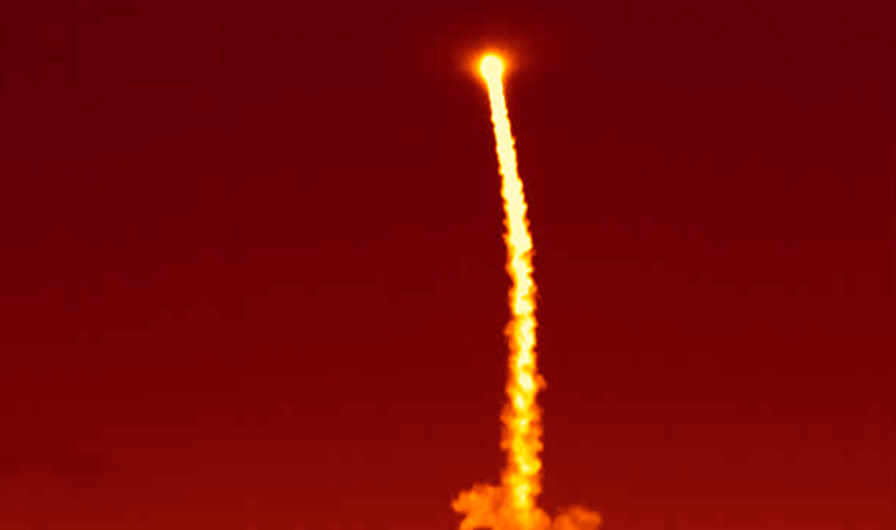
打上げの様子の赤外線画像
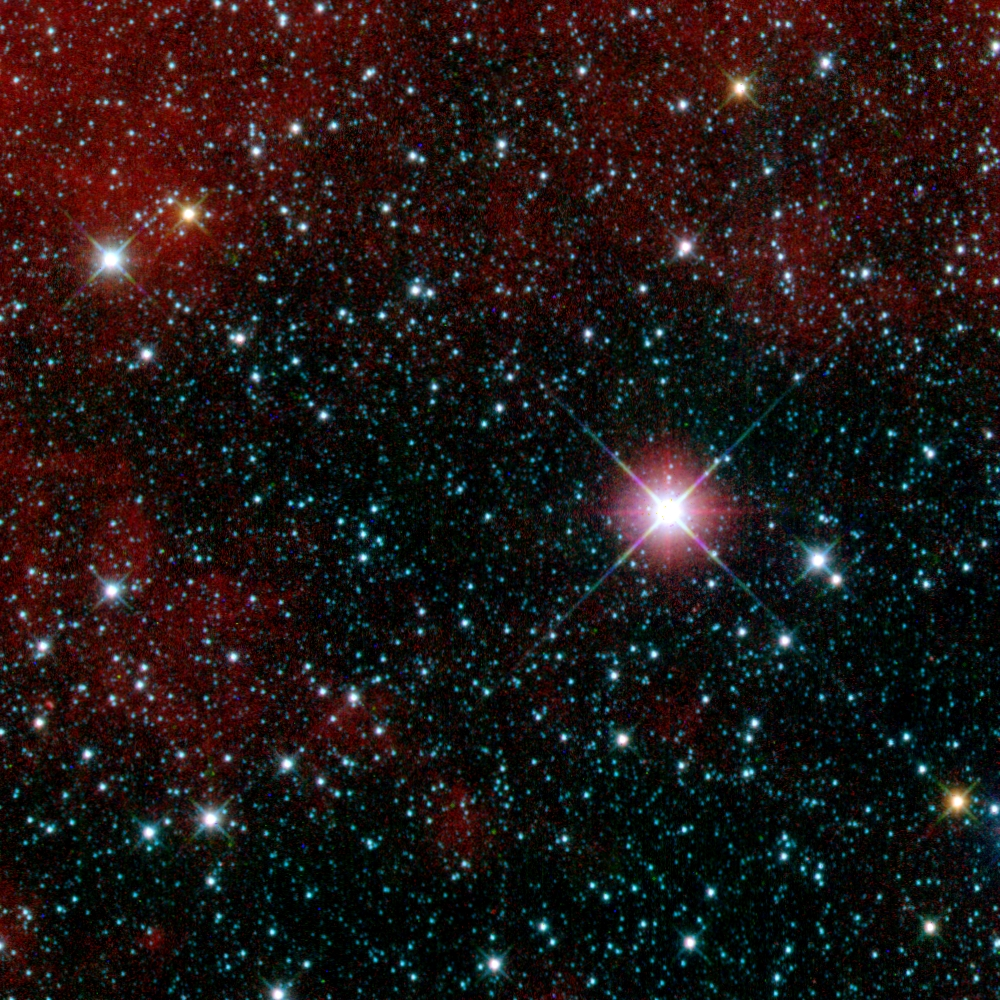
WISEからのファーストライト
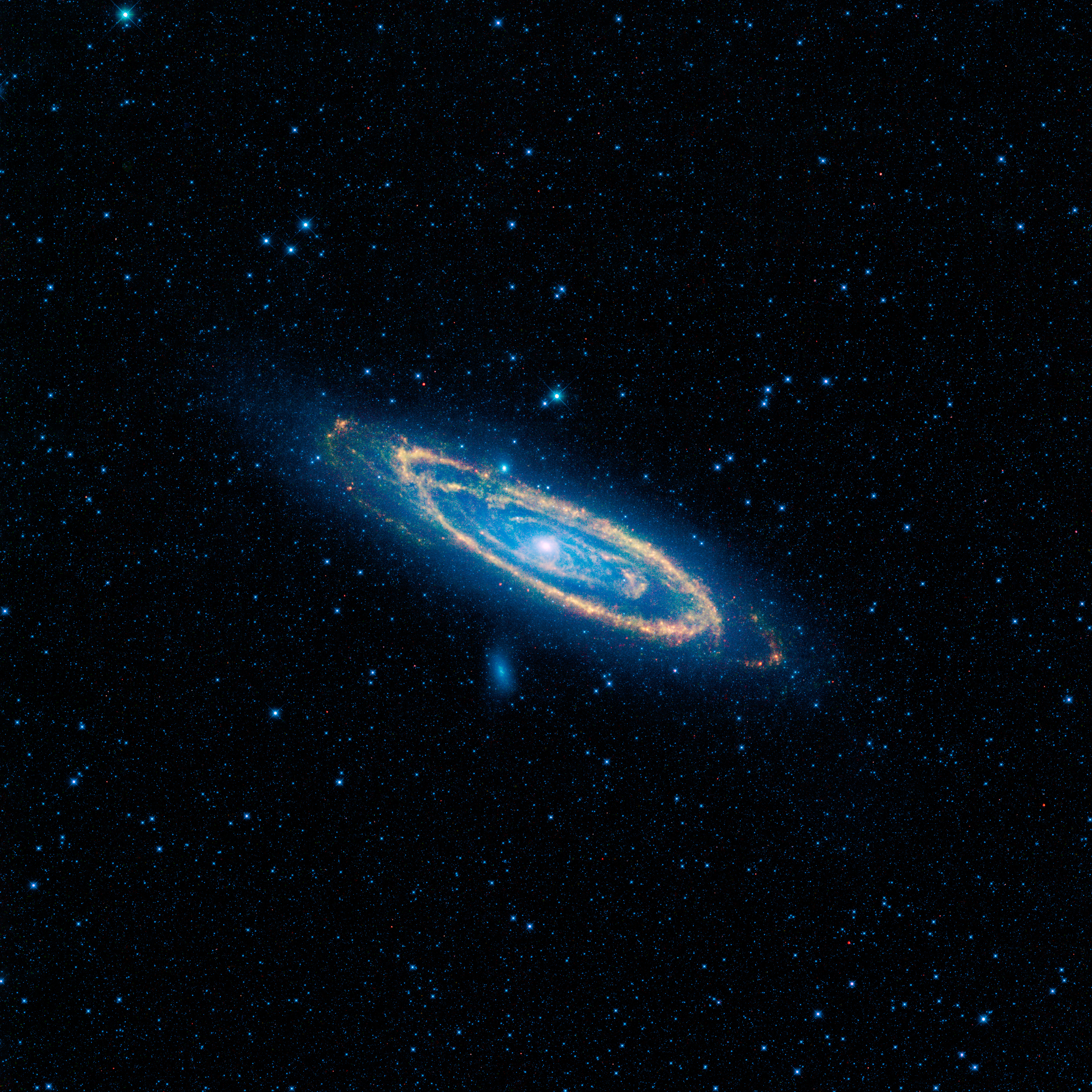
4つの検出器で撮影したアンドロメダ銀河。3.4・4.6µmを青、12µmを緑、22µmを赤で示している。
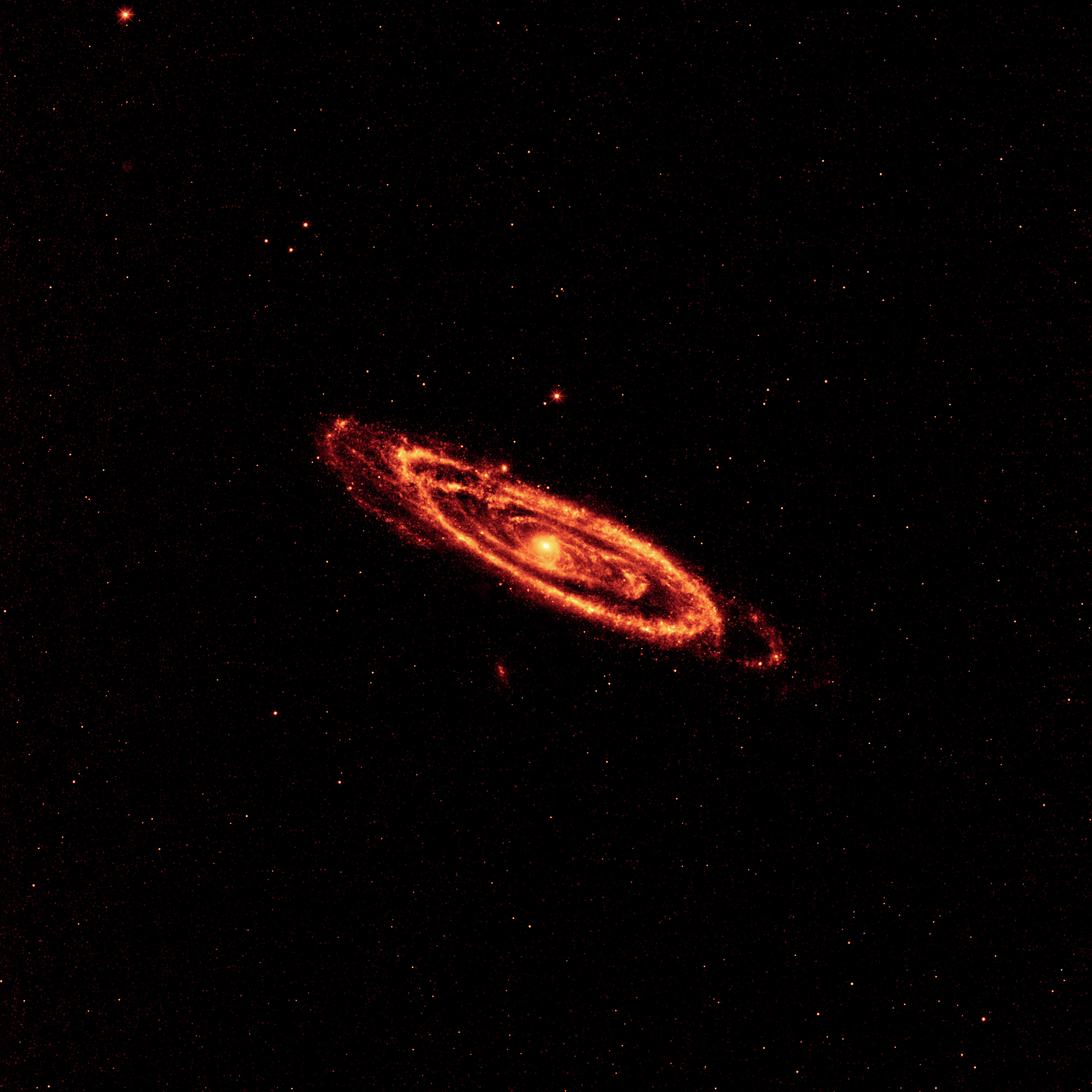
2つの検出器で撮影したアンドロメダ銀河。12µmをオレンジ、22µmを赤で示している。

## 運用・観測状況
デルタIIロケットによる打ち上げは、当初2009年12月11日が予定されていたが、ブースターロケットのステアリングエンジンの不調によって延期された。打上げは2009年12月14日に再設定され、14時9分33秒（UTC）にカリフォルニア州のヴァンデンバーグ空軍基地からの打上げが成功した。地球から525kmの予定された極軌道への投入にも成功した。
WISEは、1カ月の自己点検を行ない、全てのシステムは正常に動いている。観測装置の開口カバーは2009年12月29日に無事外されて投棄された。WISEのファーストライトの画像は2010年1月6日に公表された。WISEの4つの波長のうち、3.4（青）、4.6（緑）、12（赤）µmの波長で8秒間露光した、りゅうこつ座の方向の画像だった。
2010年1月22日、WISEの観測によりアモール群の小惑星2010 AB78の発見が発表された。
2011年8月24日、WISEの観測により、これまでで最も低温の褐色矮星WISEPA J182831.08+265037.8が発見された。この褐色矮星の大気の温度はわずか25℃である。
2011年9月30日にNASAはWISEの観測結果から、中規模サイズ(100mから1km)の地球近傍小惑星の数は、想定していた35,000個ではなく約19,500個と見積もられることを発表した。直径が1kmを超える小惑星は約1,000個存在するとされていたが981個に下方修正された。うち911個は既に発見されているため、全体の93%を特定できたことになる。また今後2,3百年はこのサイズの小惑星が地球へ衝突する脅威はないことを確認した。
2013年3月8日、ケビン・ルーマンはWISEのデータから、ほ座の方向にWISE J104915.57-531906.1という新しい褐色矮星の二重星を発見したと発表した。この二重星はわずか6.52光年の距離にあり、褐色矮星では最も近く、全天体でもケンタウルス座α星の3つの恒星と惑星、およびバーナード星に次いで6番目に近い天体である。
2014年3月7日、NASAは、太陽系内に存在が予測されている仮説上の天体「惑星X」について、WISEの観測データからはその存在を示す証拠は発見できなかったと発表した。また、WISEの観測データから「太陽より26,000天文単位以内に新たな木星質量（地球の約318倍）以上の天体は存在せず、10,000天文単位以内では土星質量（地球の約95倍）の天体も存在しない」という研究結果がまとめられた。